# Sleep Walking Orchestra
《Sleep Walking Orchestra》是由日本流行樂團BUMP OF CHICKEN在2023年冬季發表的單曲，亦為2024年電視動畫《迷宮飯》第一季的片頭曲目。

## 發行
單曲封面是由多次與BUMP OF CHICKEN合作的藝術創作家Verdy擔任，他以此單曲的內容為靈感，設計出以紅色與橘色搭配出的圖案，來表現出生命的躍動感以及面對困境的力量。
MV則由佐伯雄一郎負責，他以現實場景搭配CG製作，執導出一段有如奇幻風格電子遊戲的內容。

## 銷售
| 排行榜（2023年）                                    | 最高名次 |
| --------------------------------------------------- | -------- |
| 數位單曲（Oricon）                                  | 1        |
| 數位音樂下載次數（Billboard Japan Streaming Songs） | 1        |
| 熱門動畫歌曲（Billboard Japan Hot Animation）       | 4        |

## 評價
日本流行音樂雜誌《ROCKIN'ON JAPAN》認為這首反應著「無論如何都要生存下去」訴求的曲子，表現出即使在變動的世界下，仍維持著不變自我的精神。這首單曲展現出BUMP OF CHICKEN這個樂團的本質，曲目的律動感可說是自、《SOUVENIR》等前幾次單曲後，發展出了一個全新的BUMP OF CHICKEN。

## 外部連結
- BUMP OF CHICKEN網站的《Sleep Walking Orchestra》介紹頁面